# Чупіно (Бабушкінський район)
Чу́піно (рос. Чупино) — присілок у складі Бабушкінського району Вологодської області, Росія. Входить до складу Тимановського сільського поселення.

## Населення
Населення — 22 особи (2010; 40 у 2002).
Національний склад (станом на 2002 рік):
- росіяни — 100 %